# Frandol
Frandol, nom de scène de François Pandolfi, est un auteur, compositeur, chanteur et guitariste français né le 27 novembre 1964 à Granville (Manche).

## Biographie
À 15 ans, Frandol donne le jour au groupe Roadrunners,, à Évreux, dont il est le chanteur-guitariste et dont il signe les textes -  en anglais - et la musique, du rock'n'roll racé inspiré par les Kinks ou les Who.
Signé par le label Boucherie Productions, le groupe tournera pendant 16 ans (plus de 1500 concerts en Europe et aux États-Unis), avec comme port d'attache Le Havre. Il se taillera une solide réputation sur scène, couronnée par le succès du dernier album (le seul contenant des titres en français), "$ales Figures", sorti en 1995.
Le groupe se séparera sans vraiment profiter de ce succès en 1996 ,.
Après plusieurs années d'escapade en solo, où il explore davantage les musiques électroniques et la langue française (en se rapprochant notamment du mouvement Oulipo), Frandol renoue en 2008 avec le rock'n'roll en fondant à Paris un nouveau groupe d'inspiration garage sixties, Kitchenmen.
En 2017, il forme avec François Lebas un quintet de rock n' roll Renaissance - powerpop nommé François Premiers.

## Discographie

### AvecRoadrunners
- Beep Beep (1987) Acme Records/Boucherie Productions
- A Frog In My Throat (1989) Boucherie Productions
- Bizarre RendezVous (1991) Boucherie Productions
- Beep Show - Live (1992) Boucherie Productions
- Instant Trouble  (1993) Boucherie Productions
- $ales Figures  (1995) Boucherie Productions, dont sont extraits deux singles : L.A. Party et Macadam River

### En solo
- Démodémodesmots (2000) CCM/Les Labels (avec notamment un morceau, "Rose", dont le texte est signé par Miossec )
- Oulipop (2002) Wagram Music, dont sont extraits deux singles : L'Un Contre L'Autre et Décomposition En Ré Mineur (+ un titre avec Bertrand Cantat, Partis D'Une Case)
- Double Fond (2004) Wagram Music

### Avec  Kitchenmen
- What's Cookin'? (2011) La Baleine

### Avec  François Premiers
- Franciscopolis (2020) Poseur (45 tours)
- Renaissance Man (2020) Poseur (45 tours)

## Autres sources
- Ludovic Perrin, « Frandol et Chet », Libération ,‎ 24 mai 2002 (lire en ligne).
- Zoé Lin, « La bande à Frandol rock and rolle! », L'Humanité,‎ 20 avril 1995 (lire en ligne).